# Фридрих Кристиан фон Салм
Фридрих Кристиан фон Салм/Залм (на немски: Friedrich Christian von Salm Graf zu Salm, Seigneur de Blâmont; † ок. 1246) от род Залм, странична линия на Вигерихидите, както и на Люксембургите, е граф и господар на Бламон (Бланкенберг) в Гранд Ест, Лотарингия.

## Произход
Той е син на граф Хайнрих II/III фон Салм († 1200) и съпругата му Юта (Юдит) от Горна Лотарингия († сл. 1186). Потомък е на граф Херман фон Салм († 1088), немски геген-крал в Саксония (1081 – 1088). Брат е на Хайнрих III Салм († 1246, убит в битка), от 1200 г. граф на Горен Салм във Вогезите в Елзас, и на Мориц, каноник в Нотър Дам, свещеник в Ронде. Сестра му Агнес († 1280) е абатиса на Ремиремон.

## Фамилия
Първи брак: пр. 1235 г. с Елизабет († 1235), вдовица на Фулк де Бурбон († пр. 1235). Те имат една дъщеря:
- Жана († сл. февруари 1264), омъжена за Евстах III де Конфланс господар де Маройл († сл. септември 1293)

Втори брак: пр. 25 септември 1242 г. за Йохана де Бар († ок. 1299), дъщеря на граф Хенри II де Бар († 1239, Палестина) и Филипа де Дрйо († 1242). Те имат двама сина:
- Хайнрих (Хенрион), господар на Бламон (* ок. 1242; † сл. 10 ноември 1331), женен пр. януари 1267 г. за Кунигунда фон Лайнинген (* ок. 1259; † пр. 1311)
- Томас де Бламон († 22 юни 1305), епископ на Вердюн (1303 – 1305)

Йохана де Бар се омъжва втори път пр. 22 юли 1257 г. за граф Лудвиг фон Лооц и Шини († сл. 1294).